# Zaokrąglanie
Zaokrąglanie – w zapisie pozycyjnym danej liczby zastąpienie zerami pewnej liczby końcowych cyfr znaczących, tj. niezerowych.
Zaokrąglanie liczb polega na:
1. ustaleniu dokładności zaokrąglenia, tj. na wskazaniu cyfry, względem której określane jest zaokrąglenie;
2. zastąpieniu zerami wszystkich cyfr na prawo od wskazanej cyfry[b];
3. zwiększeniu wskazanej cyfry o jeden, jeśli sąsiednia z prawej cyfra przed wyzerowaniem była większa lub równa 5[c]. Jeżeli w dodawaniu wystąpi przeniesienie, trzeba je uwzględnić.

Przykłady zaokrągleń:
| liczba  | do setek | do dziesiątek | do jedności | do części dziesiętnych | do części setnych |
| ------- | -------- | ------------- | ----------- | ---------------------- | ----------------- |
| 123,872 | 100      | 120           | 124         | 123,9                  | 123,87            |
| 82,166  | 100      | 80            | 82          | 82,2                   | 82,17             |
| 27,558  | 0        | 30            | 28          | 27,6                   | 27,56             |
| π       | 0        | 0             | 3           | 3,1                    | 3,14              |

Relację między liczbą i jej zaokrągleniem oznacza się symbolem przybliżenia {\displaystyle \approx }.
Zaokrąglenia są szeroko stosowane w nauce i technice przy podawaniu zmierzonych bądź wyliczonych wartości wielkości fizycznych lub teoretycznych.

## Metody zaokrąglania do liczby całkowitej
Istnieje kilka sposobów zaokrąglania liczby rzeczywistej {\displaystyle r} do liczby całkowitej {\displaystyle c.}
Oprócz zaokrąglania do najbliższej wartości całkowitej, tj. do zaokrąglania względem cyfry jedności zdefiniowanego wyżej stosuje się jeszcze:
1. zaokrąglanie w stronę zera (lub obcinanie): jeśli {\displaystyle r\geqslant 0,} to {\displaystyle c=\lfloor r\rfloor ,} jeśli {\displaystyle r\leqslant 0,} to {\displaystyle c=\lceil r\rceil ,}
2. zaokrąglanie w dół: {\displaystyle c=\lfloor r\rfloor ,}
3. zaokrąglanie w kierunku od zera: jeśli {\displaystyle r\geqslant 0,} to {\displaystyle c=\lceil r\rceil ,} jeśli {\displaystyle r\leqslant 0,} to {\displaystyle c=\lfloor r\rfloor ,}
4. zaokrąglanie w górę: {\displaystyle c=\lceil r\rceil ,}

gdzie {\displaystyle c=\lfloor r\rfloor ,\lceil r\rceil } oznaczają odpowiednio podłogę i sufit liczby rzeczywistej {\displaystyle r.}
Dla liczb dodatnich metody 1 i 2 oraz 3 i 4 działają tak samo, dla liczb ujemnych metody 1 i 4 oraz 2 i 3 działają tak samo.
Poniższa tabela ukazuje działanie wymienionych metod zaokrąglania:
| r      | do najbliższej wartości | w stronę zera | w dół | w górę | w kierunku od zera |
| ------ | ----------------------- | ------------- | ----- | ------ | ------------------ |
| +23,67 | +24                     | +23           | +23   | +24    | +24                |
| +23,35 | +23                     | +23           | +23   | +24    | +24                |
| −23,35 | −23                     | −23           | −24   | −23    | −24                |
| −23,67 | −24                     | −23           | −24   | −23    | −24                |

W rachunkowości zaokrąglanie kwot do pełnych złotych polega na tym, że końcówki kwot wynoszące mniej niż 50 groszy pomija się, a końcówki kwot wynoszące 50 i więcej groszy podwyższa do pełnych złotych. Sposób ten odpowiada zaokrąglaniu do najbliższej wartości z powyższej tabeli.